# Фара Фосет
Фара Фосет (на английски: Farrah Fawcett) е американска актриса. 

## Биография
Става популярна през 1970-те като секс символ на Америка след участието си в телевизионния сериал „Ангелите на Чарли“. Няколко пъти е номинирана за Еми и Златен глобус. Нейната характерна прическа с буйни развети руси коси е имитирана от хиляди млади жени по света през 1970-те и 1980-те.
От 1982 година до смъртта си има връзка с акртьора Райън О'Нийл. От тази връзка се ражда сина им Редмънд през 1985 година. Диагностицирана е през 2006 година и умира на 25 юни 2009 година от рак. Сестра ѝ също умира от рак през 2001 година. Майката на Фара умира през 2005 година на 91 години, а баща ѝ я надживява (на 93 години през 2011).

## Избрана филмография
| година | филм            | оригинално заглавие | роля | режисьор      |
| ------ | --------------- | ------------------- | ---- | ------------- |
| 2000   | Д-р Т. и жените | Dr. T and the Women | Кейт | Робърт Олтман |